# DR Ramasjang
DR Ramasjang er en dansk børnekanal og DRs fjerde licensfinansierede tv-kanal. DR Ramasjang gik i luften 1. november 2009 med Signe Lindkvist som chef.
DR Ramasjang sender hver dag fra klokken 05:00-20:00
Kanalen kan modtages via MPEG-4 på det digitale sendenet.
DR Ramasjang er på kort tid blevet Danmarks største børnekanal. Dermed har DR Ramasjang overhalet kanaler som Disney Channel og Cartoon Network som har flere år på bagen.
Grunden kan da være, at Ramasjang er en licenskanal, og ikke betalingskanal, som bl.a. Disney Channel og Cartoon Network er. Alle med digitalt- og MPEG-4-signal kan få DR Ramasjang, så længe de betaler DR-licens.
DR Ramasjang har tidligere haft en radiokanal.

## Værter
- Kristian; Ramasjang Mysteriet og Lille Nørd
- Hr. Skæg; Skæg med matematik, Skæg med tal, Skæg med ord, Skæg med bogstaver og Hr. Skægs hotel
- Katrine Bille; Lille Nørd, Luk op Luk i, Sommer i Ramasjang, Hej Ramasjang
- Kåre og Emil; Store Nørd, Nørd og (Emil og Peter) Agent Nørd
- Peter; Agent Nørd, Nørd i udlandet
- Silja; Hej Ramasjang, Monsterbuster
- Mille; Hej Ramasjang, Børnebanden, Monsterbuster, Cirkus Summarum, Motor Mille
- Jacob Riising; Gepetto News, MGP
- Bamse; Bamses Billedbog, Bamse Synger
- Rasmus Ott; Op og Hop, Hej Ramasjang
- Monster; Sommer Summarum og Ramasjangskolen
- Sebastian; Den blå planet, Australiens perle, Naturpatruljen

## Profilen
På DR Ramasjang kan børnene møde alle de kendte DR-værter og figurerne Bruno, Monster og deres venner, ligesom de vil møde helt nye figurer og værter, der vil involvere børnene, såvel i udsendelserne, som i andre relevante sammenhænge, i børnenes hverdag, weekend og ferier.
I forbindelse med DR's omlægning af kanaler i 2013 blev Ramasjang delt i to. Udsendelserne for børn under 7 år forbliver på Ramasjang, mens udsendelser for børn op til 12 år flyttes til DR Ultra.

## Programmer
Ramasjang Live er hele omdrejningspunktet for DR Ramasjang. Programmet bliver sendt hver dag kl. 15.15 og 18.00 med gæster og forskellige aktiviteter. Der er også gensyn med programmer som Nana, Specialklassen, Gepetto News, Max, Bamses Billedbog, Emil fra Lønneberg, Mille, Store Nørd og Lille Nørd, Barda, Busters verden, Duksedrengen, Go, Guldregn, Absalons Hemmelighed, Isa's Stepz, Min funky familie, MGP, Troldspejlet og Onkel Reje. I december 2009 sendte kanalen julekalenderen Jul i Gammelby fra 1979.
Fra den 15. september 2010 kunne man også se DR Ramasjang på DR1.
I 2021 sendte Ramasjang programmet John Dillermand, som vakte en del kritik.

## Logoer
- DR Ramasjangs fjerde logo, brugt fra 2017 indtil 2020.
- DR Ramasjangs femte logo, brugt siden 2020.